# サン＝フィリップ＝デュ＝ルール駅
サン＝フィリップ＝デュ＝ルール駅（サン＝フィリップ＝デュ＝ルールえき、Saint-Philippe-du-Roule）は、フランス・パリ8区にあるパリメトロ9号線の駅。駅名は隣接するサン＝フィリップ＝デュ＝ルール教会に由来する。

## 歴史
- 1923年5月27日、9号線トロカデロ駅 - サントーギュスタン駅間延伸に伴い、開業。

## 隣の駅
パリメトロ
■9号線
フランクラン・D・ルーズヴェルト駅（Franklin D. Roosevelt） - サン＝フィリップ＝デュ＝ルール駅 - ミロメニル駅（Miromesnil）